# Min H. Kao
Min H. Kao est un ingénieur électricien taïwanais-américain, homme d'affaires milliardaire et philanthrope. Il est le cofondateur de Garmin, avec Gary Burrell, et son président.
En 2011, Kao a été élu membre de la National Academy of Engineering pour son leadership dans le développement et la commercialisation d'appareils de navigation GPS compacts.

## Biographie
Min H. Kao est né en 1949 à Chu-Shan, une petite ville de Taiwan. Il est diplômé de l'Université nationale de Taiwan et a obtenu un doctorat en génie électrique de l'Université du Tennessee en 1977,,.

## Carrière
Kao a entrepris des recherches pour la NASA et l'armée américaine. Il a ensuite été analyste de systèmes pour Teledyne Systems, concepteur d'algorithmes pour Magnavox Advanced Products et chef de groupe d'ingénierie pour King Radio Corporation. Il a également travaillé pour AlliedSignal.
En 1989, avec Gary Burrell, Kao a cofondé Garmin, une entreprise surtout connue pour la fabrication d'appareils utilisant le système de positionnement global ,
Kao a démissionné de son poste de PDG de Garmin en 2012, mais reste président exécutif et membre du conseil d'administration.
En 2005, Kao a donné 17,5 millions de dollars au Collège d'ingénierie de l'Université du Tennessee, dont 12,5 millions de dollars ont été destinés à la construction d'une nouvelle installation. En mai 2007, des cérémonies d'inauguration ont eu lieu pour le nouveau bâtiment d'ingénierie électrique et d'informatique de Min Kao. Le bâtiment a été inauguré en mars 2012.
En 2014, Kao a fait don d'un million de dollars à l'Université du Kansas College of Engineering pour la construction de laboratoires de conception d'ingénierie électrique et informatique. En 2015, Kao a fait don d'un million de dollars au Kansas State University College of Engineering pour la construction de quatre laboratoires.

## Vie personnelle
Kao est marié à Fan Kao. Ils ont un fils, Ken Kao, qui est producteur de cinéma, et une fille, Jen Kao, qui est créatrice de mode. Ils résident à Leawood, Kansas. En 2011, il a acheté un appartement au 15 Central Park West, à Manhattan, à New York. Il passe la majorité de son temps à Manhattan.
En février 2020, sa fortune personnelle était estimée à 4,1 milliards de dollars US.
En 2021, Kao a été sélectionné par la Carnegie Corporation comme « Grand Immigrant, Grand Américain ».